# Michael Betz (Eishockeyspieler)
Michael Betz (* 19. Februar 1962 in Landshut) ist ein ehemaliger deutscher Eishockeyspieler, der in seiner aktiven Zeit von 1980 bis 1991 für den EV Landshut, DJK SB Rosenheim und EC Hedos München in der Bundesliga spielte.

## Karriere
Betz begann seine Karriere bei seinem Heimatverein EV Landshut und spielte ab der Saison 1980/81 drei Jahre in der Bundesliga für das Team. In dieser Zeit war er ständiges Mitglied der deutschen Junioren-Nationalmannschaften bei drei Weltmeisterschaften. Seine erfolgreichste Bundesligasaison spielte er in der Spielzeit 1982/83. Mit 21 Toren und 19 Vorlagen hatte er seinen Anteil, als das Landshuter Team um Erich Kühnhackl die deutsche Meisterschaft gewann.
Im folgenden Jahr wechselte er zur DJK SB Rosenheim. Dort konnte er überzeugen und fuhr mit der deutschen Eishockeynationalmannschaft zu den Olympischen Winterspielen 1984 in Sarajevo, bei der das deutsche Team am Ende den 5. Platz belegte. In der darauf folgenden Saison 1984/85 konnte er nach 1983 mit den Landshutern jetzt auch mit dem SB Rosenheim die Meisterschaft gewinnen. Nach einer enttäuschenden Saison 1987/88, in der ihm nur acht Punkte gelangen, wechselte er zum Zweitliga-Aufsteiger EC Hedos München. Bei den bayrischen Landeshauptstädtern zählte er neben den kanadischen Spielern um Topscorer Scott MacLeod und Doug Morrison zu den stärksten Angreifern. Das mit ehemaligen Bundesliga-Spielern gespickte Team schaffte in seiner zweiten Spielzeit den Aufstieg in die Bundesliga. In der Saison 1990/91 spielte er mit dem EC Hedos wieder in der Bundesliga, doch er konnte sich nicht durchsetzen. Nach vierzehn Spielen wechselte er zum TSV Erding in die Oberliga, wo er seine Karriere beendete.

### Erfolge
- 1983 Deutscher Meister mit dem EV Landshut
- 1985 Deutscher Meister mit dem DJK SB Rosenheim
- 1989 Deutscher Zweitliga-Vizemeister mit dem EC Hedos München
- 1989 Aufstieg in die 1. Bundesliga mit dem EC Hedos München